# Orissa (dokumentarfilm)
|  | Denne artikel er oprettet af botten Steenthbot ud fra en ekstern database. Den kan derfor have sproglige fejl eller mangler. Denne skabelon kan fjernes efter kontrol af indholdet. |

Orissa er en dansk udviklingsbistandsfilm fra 1971 instrueret af Jens Bjerre.

## Handling
Om det danske missionsarbejde i den indiske delstat Orissa. Vi møder missionær Kæthe Andersen, der underviser gadebørn. En luthersk præsteskole, hvor der uddannes præster m.v. Frk. Agnes Hertz underviser kvinder med børn. Skolehjem for piger i byen Rayagada. Sygeplejerske Gerda Kobberøe Nielsen tager op til stammefolket kondoerne for at holde klinik. Pastor Bagh holder andagt. Fra missionshospitalet i Bissamcuttack sendes læge Kai Erland Pedersen ud til landsbyerne for at tilse de syge. Diverse scener fra hospitalet.